# Georg Gräfe Pulsnitzer Pfefferkuchen
Die Georg Gräfe Pulsnitzer Pfefferkuchen GmbH & Co. KG ist ein Hersteller von Pulsnitzer Pfefferkuchen und Varianten von Lebkuchen.

## Geschichte
Die Pfefferküchlerei „Georg Gräfe Pulsnitzer Pfefferkuchen“ wurde am 1. Oktober 1909 von Richard Georg Gräfe, dem Großvater des heutigen Firmeninhabers Jürgen Nitsche, in Pulsnitz gegründet. Gräfe legte 1914 mit 31 Jahren seine Meisterprüfung in der „Pfefferkuchenstadt“ Pulsnitz ab. Seine Makronen- und Elisen-Pfefferkuchen erfreuten sich großer Beliebtheit und es war ihm möglich, als einer der ersten Pulsnitzer ein Auto zu kaufen, was ihm erlaubte, auch die Märkte in der Oberlausitz zu bedienen. Seine Produkte wurden neben dem Weihnachtsgeschäft auch beim „Neukircher Schießen“, am „Lorenzmarkt“ bei Strehla und in Bautzen verkauft. Außerdem bot Richard Georg Gräfe seine Waren auf Bestellung bereits per Postversand an. Nachdem Gräfe gemeinsam mit seiner Frau die Geschäfte über 40 Jahre geführt hatte, musste das Gewerbe am 31. August 1950 aus gesundheitlichen Gründen aufgegeben werden. Da ein Nachfolger fehlte, blieb das Geschäft drei Jahre geschlossen.
Ab September 1953 führte die Tochter des Firmengründers, Ruth Nitsche, den Betrieb weiter und nahm zusätzlich auch die Produktion von Nudeln auf. Ab Juli 1961 übernahm ihr Sohn Jürgen und eröffnete die Pfefferküchlerei Georg Gräfe neu. Bis zum Ende der DDR waren Rohstoffe ständig knapp und das Unternehmertum ungern gesehen. Seit 1992 ist der Name Pulsnitzer Pfefferkuchen als Markenzeichen der BÄKO Ost eG geschützt. Dieses Markenzeichen wird auch von der Firma Gräfe genutzt.
Dem Firmeninhaber wurde anlässlich des 50-jährigen Jubiläums seines Meistertitels 2008 die Ehrung mit dem „Goldenen Meisterbrief“ zuteil. Die Firma bietet ihre Produkte seit vielen Jahren regelmäßig auch auf dem Dresdner Striezelmarkt an.

## Produkte
Produziert wird im Stammhaus, das 1994 durch einen Anbau erweitert wurde. Seit dieser Zeit hat das Unternehmen bereits mehrmals mit einem eigenen Messestand an der Internationalen Süßwarenmesse in Köln teilgenommen.
Das Sortiment des mittelständischen Familienbetriebes umfasst ca. 30 Sorten, darunter gefüllte, ungefüllte, glasierte, belegte und garnierte Pfefferkuchen, welche nach überlieferten Rezepturen in Handarbeit gebacken werden.
Zu den Haupterzeugnissen zählen
- „Gefüllte Schokoladenspitzen“
- „Honigkuchen“
- „Sächsische Soßen-Pfefferkuchen“
- „Pflastersteine“
- „Alpenbrot“ (ähnlich Magenbrot)
- „Schokoladenpfefferkuchen“
- Spruchherzen und Figuren
- Elisenlebkuchen und
- Makronen